# Samsung Galaxy M Pro
Samsung Galaxy M Pro (B7800) — смартфон среднего уровня от компании Samsung на мобильной операционной системе Android семейства Samsung Galaxy, оснащённый qwerty-клавиатурой. Буква M в названии происходит от слова Magical. Samsung позиционирует телефон для молодых активных людей, которым нужен более производительный аппарат чем младшая модель Galaxy Y Pro в отличие от которого у Galaxy M Pro более мощный процессор, лучший по качеству экран и камера 5 мегапикселей. Смартфон был представлен в 2011 году и стал преемником Samsung Galaxy Pro.

## Описание
Samsung Galaxy M Pro обладает обычным TFT экраном с диагональю 2,66 дюйма(6,75 сантиметров) и LHVGA разрешением 480 х 320. Благодаря такому высокому разрешению и маленькому экрану(относительно других современных смартфонов) достигается плотность 217 пикселей на дюйм. Процессор работает на частоте 1 ГГц, что позволяет с комфортом работать с большинством видов приложений. Оперативная память в смартфоне в размере 376 мб, а встроенная в размере 512 мб. Также присутствует слот для карт памяти microSD(поддерживаются карты памяти объёмом до 32 гигабайт). Камер на смартфоне две: одна тыльная с матрицей 5 мегапикселей и светодиодной вспышкой, вторая фронтальная с матрицей 0,3 мегапикселя, необходимая для видеозвонков и автопортретов. Смартфон обеспечивает поддержку беспроводной связи Bluetooth 3.0. Операционной системой является Android версии 2.3 с визуальным интерфейсом TouchWiz 4.0. Корпус пластиковый в форм-факторе моноблок.